# Mino Loy
Pour les articles homonymes, voir Loy.
Mino Loy, né le 10 décembre 1933 à Sassari en Sardaigne, est un producteur et réalisateur italien, parfois crédité sous les noms J. Lee Donan ou Humphrey Longan.

## Biographie
Mino Loy est apparu pour la première fois dans le monde du cinéma en 1954 ; il a d'abord œuvré comme documentariste, un genre auquel il est revenu à plusieurs reprises jusqu'au milieu des années 1960. Deux ans plus tard, il tourne deux comédies aujourd'hui oubliées et trouve sa formule gagnante à partir de 1959 avec de nombreux films érotiques qu'il écrit, réalise et produit en partie dans le sillage d'Europa di notte d'Alessandro Blasetti. Une fois cette vague passée, il s'est tourné vers des films d'aventure de différents genres, bien équipés et solides sur le plan artisanal, dont deux ont été réalisés avec le coproducteur Luciano Martino, les deux ayant choisi le pseudonyme de Martin Donan — leur nom de famille civil fournissant l'inspiration — et les autres ayant été réalisés par lui-même (logiquement sous le pseudonyme de J. Lee Donan). Loy a continué à produire des films de genre jusqu'en 1984, date à laquelle il s'est retiré de la vie publique.

## Filmographie

### Comme producteur
- 1964 : Fort Alésia (I giganti di Roma)
- 1966 : A 077 défie les tueurs (A 077, sfida ai killers)
- 1966 : Duello nel mondo
- 1967 : Le Jour de la haine (Per 100.000 dollari t'ammazzo) de Giovanni Fago
- 1967 : Le Temps des vautours (10.000 dollari per un massacro) de Romolo Guerrieri
- 1967 : Flashman contre les hommes invisibles (Flashman)
- 1968 : L'Adorable Corps de Deborah (Il dolce corpo di Deborah)
- 1969 : La Bataille d'El Alamein (La battaglia di El Alamein) de Giorgio Ferroni
- 1969 : Si douces, si perverses (Così dolce... così perversa)
- 1969 : Sept hommes pour Tobrouk (La battaglia del deserto)
- 1971 : Quand les colts fument... on l'appelle Cimetière (Gli fumavano le Colt... lo chiamavano Camposanto) de Giuliano Carnimeo
- 1972 : Toutes les couleurs du vice (Tutti i colori del buio)
- 1974 : Di Tresette ce n'è uno, tutti gli altri son nessuno
- 1975 : Il lupo dei mari
- 1976 : Brigade spéciale (Roma a mano armata), d'Umberto Lenzi
- 1978 : La Grande Bataille (Il grande attacco), d'Umberto Lenzi
- 1979 : Concorde Affaire '79
- 1980 : La Secte des cannibales (Mangiati vivi!)
- 1981 : Cannibal Ferox
- 1983 : La Maison de la terreur (La casa con la scala nel buio)
- 1984 : Le Monstre de l'océan rouge (Shark: rosso nell'oceano)
- 2003 : I cinghiali di Portici

### Comme réalisateur
- 1957 : Gente felice (it)
- 1961 : Avventura dell'uomo
- 1962 : Le voci nel mondo
- 1962 : Nuits capiteuses (La donna di notte)
- 1962 : Sexy Girl (Mondo sexy di notte)
- 1962 : Europa; il mio paese
- 1962 : Benito Mussolini - Anatomia di un dittatore (it)
- 1963 : Nuits et femmes interdites (Notti e donne proibite)
- 1963 : 90 notti in giro per il mondo (it)
- 1963 : Nuits scandaleuses ou Nous, les filles du monde (Supersexy '64)
- 1963 : Furia du désir (it) (Sexy magico)
- 1964 : Mille et Une Femmes (Mille e una donna)
- 1964 : Vénus interdites (Veneri proibite)
- 1964 : L'avventura dei Monti Pallidi
- 1965 : Les espions meurent à Beyrouth (Le spie uccidono a Beirut), coréalisé avec Luciano Martino
- 1966 : La mort paye en dollars (Furia a Marrakech)
- 1967 : Flashman contre les hommes invisibles (Flashman)
- 1969 : Sept Hommes pour Tobrouk (La battaglia del deserto)
- 1971 : Ce monde si merveilleux et si dégueulasse (Questo sporco mondo meraviglioso)

## Crédit d'auteurs
- (de) Cet article est partiellement ou en totalité issu de l’article de Wikipédia en allemand intitulé « Mino Loy » (voir la liste des auteurs).